# 珠崖郡 (廣東)
三國孫吳在赤烏五年（242年），於今廣東省雷州半島復置珠崖郡，下轄原合浦郡的徐聞縣（今廣東省徐聞縣南）、珠官縣（242年由徐聞縣分立，今廣東省徐聞縣南），晉滅吳後併入合浦郡中。
南朝宋元嘉八年（431年）復立珠崖郡，治徐聞，不久又廢。以珠官、朱盧屬越州。